# Parque Nacional Yungaburra
O Parque Nacional Yungaburra é um parque nacional em Atherton Tableland, Queensland, na Austrália.